# Бывшие посёлки городского типа Кемеровской области
Бывшие посёлки городского типа Кемеровской области — посёлки городского типа (рабочие и дачные), потерявшие этот статус в связи с административно-территориальными преобразованиями.

## А
- Абагур — пгт с 1957 года. Включён в состав города Новокузнецк в 2004 году.
- Анжеро-Судженск — пгт с 1928 года. Преобразован в город в 1931 году.
- Артышта — пгт с 1963 года. Преобразован в сельский населённый пункт в 2004 году.

## Б
- Барзас — пгт с 1934 года. Преобразован в сельский населённый пункт в 2004 году.
- Белово — пгт с 1931 года. Преобразован в город в 1938 году.
- Берикульский — пгт с 1931 года. Преобразован в сельский населённый пункт в 2004 году.
- Берёзовский — пгт с 1956 года. Преобразован в город в 1965 году.
- Боровой — пгт с 1960 года. Включён в состав города Кемерово в 2004 году.

## Г
- Гурьевский — пгт с 1929 года. Преобразован в город Гурьевск в 1938 году.

## З
- Заводской — пгт с 1959 года. Включён в черту города Новокузнецка в 1962 году.

## К
- Калтан — пгт с 1950 года. Преобразован в город в 1959 году.
- Карагайлинский — пгт с 1963 года. Преобразован в сельский населённый пункт в 2004 году.
- Кедровка — пгт с 1957 года. Включён в состав города Кемерово в 2004 году.
- Кемерово — пгт с 1928 года. Включён в состав города Щегловск в 1932 году. При этом Щегловск переименован в Кемерово.
- Киселёвск — пгт с 1932 года. Преобразован в город в 1936 году.
- Кочура — пгт с 1939 года. Включён в черту рабочего посёлка Таштагол в 1960 году.
- Красногорский — пгт с 1956 года. Преобразован в сельский населённый пункт в 2004 году.
- Кузедеево — пгт с 1965 года. Преобразован в сельский населённый пункт в 2004 году.
- Кундат — пгт с 1957 года. Преобразован в сельский населённый пункт в 1978 году. Исключён из учётных данных в 1997 году.
- Кургановка — пгт с 1944 года. Включён в состав города Берёзовский в 1965 году.

## Л
- Листвяги — пгт с 1956 года. Включён в состав города Новокузнецк в 2004 году.

## М
- Макаракский — пгт с 1943 года. Преобразован в сельский населённый пункт в 2004 году.
- Малиновка — пгт с 1958 года. Преобразован в сельский населённый пункт в 2004 году.
- Мыски — пгт с 1949 года. Преобразован в город в 1956 году.

## Н
- Никитинский — пгт с 1961 года. Преобразован в сельский населённый пункт в 2004 году.
- Новый — пгт с 1931 года. Преобразован в сельский населённый пункт в 1964 году. Находился на берегах реки Кельбес. Исключён из учётных данных в 1977 году.

## О
- Октябрьский — пгт с 1964 года. Включён в состав города Берёзовский в 1965 году.
- Ольжерас — пгт с 1951 года. Преобразован в город Междуреченск в 1955 году[1].
- Осинники — пгт с 1931 года. Преобразован в город в 1938 году.

## П
- Пезас — пгт с 1939 года. Преобразован в сельский населённый пункт в 1965 году. Исключён из учётных данных в 1969 году.
- Первомайский — пгт с 1931 года. Преобразован в сельский населённый пункт в 1957 году. Входил в состав Кундатского поссовета. Как поселок Первомайка исключён из учётных данных в 1978 году.
- Пионер — пгт с 1936 года. Включён в состав города Кемерово в 1962 году. Вновь образован в 1982 году. Повторно включён в состав города Кемерово в 2004 году.
- Полысаево — пгт с 1952 года. Включён в состав города Ленинск-Кузнецкий в 1985 году. Вышел из состава Ленинска-Кузнецкого как самостоятельный город в 1989 году.
- Притомский — пгт с 1973 года. Включён в состав города Новокузнецк в 2004 году.
- Прокопьевск — пгт с 1928 года. Преобразован в город в 1931 году.
- Промышленновский — пгт с 1956 года. Включён в состав города Кемерово в 2004 году.

## С
- Сад-Город — пгт с 1929 года. Преобразован в город Новокузнецк в 1931 году.
- Салаир — пгт с 1932 года. Преобразован в город в 1941 году.
- Старобачаты — пгт с 1958 года. Преобразован в сельский населённый пункт в 2004 году.
- Строитель — пгт с 1935 года. Включён в состав города Кемерово в 1941 году.

## Т
- Тайжина — пгт с 1956 года. Преобразован в сельский населённый пункт в 2004 году.
- Таштагол — пгт с 1952 года. Преобразован в город в 1963 году.
- Тельбес — пгт с 1932 года. Преобразован в сельский населённый пункт в 1966 году.
- Топки — пгт с 1929 года. Преобразован в город в 1933 году.
- Трудармейский — пгт с 1978 года. Преобразован в сельский населённый пункт в 2004 году.

## У
- Урск — пгт с 1935 года. Преобразован в сельский населённый пункт в 1999 году.
- Уса — пгт с 1939 года. Упразднён в 1958 году. Вошёл в состав города Междуреченск.

## Ц
- Центральный — пгт с 1929 года. Преобразован в сельский населённый пункт в 2004 году.

## Ч
- Чертинский — пгт с 1949 года. Включён в черту города Белово в 1958 году.
- Чистогорский — пгт с 1977 года. Преобразован в сельский населённый пункт в 2004 году.
- Чугунаш — пгт с 1944 года. Преобразован в сельский населённый пункт в 2004 году.

## Ш
- Шалым — пгт с 1935 года. Включён в состав города Таштагол в 1960-е годы.

## Ю
- Юрга — пгт с 1942 года. Преобразован в город в 1949 году.

## Я
- Ягуновский — пгт с 1950 года. Включён в состав города Кемерово в 2004 году.